# Regeringen Bondevik II
Kjell Magne Bondeviks andra regering var en norsk regering som tillträdde den 19 oktober 2001 och avgick den 14 oktober 2005. Det var en minoritetsregering bestående av Høyre, Kristelig Folkeparti och Venstre, och bildades efter det norska parlamentsvalet 2001. Statsminister var Kjell Magne Bondevik och utrikesminister var Jan Petersen.